# 中川雅治
中川雅治（1947年2月22日—），日本政治家、前大藏官僚、前環境官僚，自由民主黨黨員，出身於東京都目黑區。現任環境大臣。2004年至今連續當選3屆參議院議員，在自民黨內屬於清和政策研究會（細田派）。
歷任參議院議院運營委員長、沖繩及北方問題相關特別委員長、文教科學委員長、自由民主黨參議院議員副會長等職務。官僚時代曾擔任環境事務次官。
父親是東京大學医學部助教授、東京共濟醫院院長中川圭一。
其名字的讀音與另一位政治家「中川正春」完全相同。

## 荣誉
- 旭日大绶章（2023年11月3日公布[2]）

## 外部連結
- 官方網站（页面存档备份，存于）
- 中川雅治的Facebook專頁
- 中川雅治的X（前Twitter）

| 官衔            | 官衔                                             | 官衔            |
| --------------- | ------------------------------------------------ | --------------- |
| 前任： 山本公一 | 環境大臣 第24、25代：2017年—                     | 繼任： （現職） |
| 前任： 山本公一 | 特命擔當大臣（原子力防災） 第8代：2017年—        | 繼任： （現職） |
| 議會席位        |                                                  |                 |
| 前任： 岩城光英 | 參議院議院運營委員長 第62代：2014年—2016年       | 繼任： 松山政司 |
| 前任： 設置     | 參議院國籍安全保障相關特別委員長 2013年          | 繼任： 廢止     |
| 前任： 市川一朗 | 參議院沖繩及北方問題相關特別委員長 2010年—2012年 | 繼任： 岸信夫   |
| 前任： 關口昌一 | 參議院文教科學委員長 2008年—2009年               | 繼任： 水落敏榮 |
| 政府职务        |                                                  |                 |
| 前任： 太田義武 | 環境事務次官 2002年—2003年                       | 繼任： 炭谷茂   |